# Eva Dimas
Eva María Dimas Fontanals (* 18. März 1973 in San Salvador) ist eine ehemalige salvadorianische Gewichtheberin und Leichtathletin.
Sie nahm als Diskuswerferin an den Leichtathletik-Weltmeisterschaften 1995 teil, schied aber in der Qualifikation aus. Bei den Panamerikanischen Spielen 1999 nahm sie im Gewichtheben in der Klasse bis 69 kg teil und gewann die Bronzemedaille. Bei den NACACI-Meisterschaften 2000 wurde sie Erste. Im selben Jahr nahm sie an den Olympischen Spielen in Sydney teil und war Fahnenträgerin bei der Eröffnungsfeier. Im Wettkampf belegte sie Platz zwölf. 2003 gewann sie bei den Panamerikanischen Spielen die Silbermedaille. Bei den Panamerikanischen Meisterschaften 2004 gewann sie Bronze in der Klasse bis 75 kg. Bei den Olympischen Spielen in Athen erreichte sie im selben Jahr Platz elf.
2006 gewann Dimas bei den Zentralamerika- und Karibikspielen Silber im Superschwergewicht und erreichte bei den Weltmeisterschaften den achten Platz. Bei den Panamerikanischen Spielen 2007 gewann sie die Bronzemedaille. 2008 gewann sie bei den Panamerikanischen Meisterschaften Silber. Danach nahm sie in Peking an ihren dritten Olympischen Spielen teil und zum zweiten Mal durfte sie als Fahnenträgerin die salvadorianische Mannschaft anführen. Im Wettkampf gelang ihr jedoch im Stoßen kein gültiger Versuch. Bei den Panamerikanischen Meisterschaften 2009 wurde sie bei der Dopingkontrolle positiv auf Nandrolon getestet und für zwei Jahre gesperrt.